# السعودية في كأس الخليج العربي 2009
تعرضُ هذه المقالة مُشاركة المنتخب السّعُوديّ في كأس الخليج العربي 2009، التي عُقِدَت في سلطنة عمان بين 4 و17 يناير من سنة 2009.
فاز لاعب المُنتخب السعودي ماجد المرشدي بلقب أفضل لاعب في البطولة.
في هذه النُّسخة، خَسِر المُنتخب السّعُودي في النّهائي ضد عمّان، بعد أن خسر في الركلات الترجيحية بـ6-5.

## التّشكيلة
المُدرِّب:  ناصر الجوهر
اللّاعِبين:
- ياسر المسيليم
- منصور النجعي
- وليد عبد الله
- أسامة هوساوي
- طلال الخيبري
- ماجد العمري
- عبد الله الزوري
- ماجد المرشدي
- عبده عطيف
- سعود كريري
- خالد عزيز
- معتز الموسى
- أحمد الموسى
- عبد الرحمن القحطاني
- أحمد الفريدي
- أحمد عطيف
- ياسر القحطاني
- عيسى المحياني
- مالك معاذ
- أحمد البحري
- كامل فلاته
- رضا تكر
- حسن الراهب
- محمد نور
- عبده برناوي
- عبد العزيز الدوسري
- راشد الرهيب
- تيسير الجاسم
- أسامة المولد
- سلطان النمري
- نايف هزازي
- زيد المولد
- محمد العنبر

## مرحلة المجمُوعات

### المجمُوعة
| م | الفريق                   | لعب | ف | ت | خ | أ.له | أ.ع | أ.ف | نقاط | التأهل                        |
| - | ------------------------ | --- | - | - | - | ---- | --- | --- | ---- | ----------------------------- |
| 1 | السعودية                 | 3   | 2 | 1 | 0 | 9    | 0   | +9  | 7    | التقدم إلى مرحلة خروج المغلوب |
| 2 | قطر                      | 3   | 1 | 2 | 0 | 2    | 1   | +1  | 5    | التقدم إلى مرحلة خروج المغلوب |
| 3 | الإمارات العربية المتحدة | 3   | 1 | 1 | 1 | 3    | 4   | −1  | 4    |                               |
| 4 | اليمن                    | 3   | 0 | 0 | 3 | 2    | 11  | −9  | 0    |                               |

### المُباريات

#### السعودية ضد قطر
| السعودية | 0–0 | قطر |
| -------- | --- | --- |
|          |     |     |

#### السعودية ضد اليمن
| السعودية                                                                                      | 6–0 | اليمن |
| --------------------------------------------------------------------------------------------- | --- | ----- |
| ياسر القحطاني 4' · مالك معاذ 11'، 83' · عبد الله الشهيل 18' · أحمد عطيف 19' · أحمد الموسى 36' |     |       |

#### السعودية ضد الإمارات العربية المتحدة
| الإمارات العربية المتحدة | 0–3 | السعودية                                                   |
| ------------------------ | --- | ---------------------------------------------------------- |
|                          |     | ياسر القحطاني 58' · عبد الله الزوري 70' · أحمد الفريدي 72' |

## مرحلة خُرُوج المغلُوب

### نصف النهائي

#### السعودية ضد الكويت
| الكويت | 0–1 | السعودية    |
| ------ | --- | ----------- |
|        |     | الفريدي 63' |

### النهائي

#### السعودية ضد سلطنة عمان
| عمان                                                                 | 0–0 (ب.و.إ.) | السعودية                                                                       |
| -------------------------------------------------------------------- | ------------ | ------------------------------------------------------------------------------ |
|                                                                      |              |                                                                                |
| ركلات الترجيح                                                        |              |                                                                                |
| عايل · إسماعيل العجمي · حسن مظفر · هاشم صالح · فوزي بشير · محمد ربيع | 6–5          | ياسر القحطاني · سعود كريري · رضا تكر · أحمد عطيف · أسامة هوساوي · تيسير الجاسم |

## مَرَاجِع
1. ↑  "Match schedules from the official 2009 Gulf Cup site". gulfcup19.com. 17 يناير 2009. مؤرشف من الأصل في 2012-07-10. اطلع عليه بتاريخ 2010-03-05.
2. ↑  المرشدي أفضل لاعب في خليجي 91 نسخة محفوظة 2 مايو 2020 على موقع واي باك مشين. [وصلة مكسورة]
3. ↑  "الأخضر" و"العنابي" يتعادلان سلباً في لقاء متكافئ الأداء دخل في 6 يناير 2009 نسخة محفوظة 10 نوفمبر 2009 على موقع واي باك مشين.
4. ↑  "الصقور" السعودية تستعرض عضلاتها وتلتهم اليمن بسداسية دخل في 9 يناير 2009 نسخة محفوظة 18 فبراير 2009 على موقع واي باك مشين.
5. ↑  السعودية تسحق الإمارات بثلاثية وتلاقي الكويت في الدور الثاني دخل في 12 يناير 2009 نسخة محفوظة 04 مارس 2016 على موقع واي باك مشين.
6. ↑  السعودية تطيح بالكويت وتتأهب لمواجهة عُمان في النهائي دخل في 15 يناير 2009 نسخة محفوظة 06 يوليو 2015 على موقع واي باك مشين.
7. ↑  عُمان تهزم السعودية وتحقق أول بطولة خليجية في تاريخها دخل في 19 يناير 2009 نسخة محفوظة 02 مارس 2009 على موقع واي باك مشين.